# Supergirl (pel·lícula)
Supergirl és una pel·lícula estatunidenca dirigida per Jeannot Szwarc, estrenada l'any 1984. Posa en escena Supergirl, la cosina de Superman. Ha estat doblada al català.

## Argument
Argonville, una ciutat kryptoniana que ha estat transportada en "l'espai de dins", un univers de butxaca, poc després de la destrucció de Kryptó, ha perdut la seva principal font d'energia, l'omegaedre, per culpa de la jove Kara. Aquesta travessa la "caiguda binària" que porta de l'espai de dins al gran espai i arriba a la Terra per recuperar aquesta bola màgica creada per Zaltar i caiguda mentrestant en mans de la bruixa Selena, que vol utilitzar la seva potència per dominar el món.
Esperant poder localitzar l'omegaedre, Kara s'uneix als humans apuntant-se al col·legi amb el nom de Linda Lee. Poc després, Selena busca segrestar un jove de nom Ethan, amb la finalitat que s'enamori d'ella. Aleshores Kara es canvia en Supergirl i el salva.

## Repartiment
- Helen Slater: Kara Zor-El / Linda Lee / Supergirl
- Faye Dunaway: Selena
- Hart Bochner: Ethan
- Maureen Teefy: Lucy Lane
- Brenda Vaccaro: Bianca
- Peter O'Toole: Zaltar
- Peter Cook: Nigel
- Simon Ward: Zor-El
- Mia Farrow: Alura
- Marc McClure: Jimmy Olsen
- David Healy: Senyor Danvers
- Robyn Mandell: Myra
- Jennifer Landor: Muffy

## Producció i tria dels actors
Supergirl es va estrenar l'any 1984 entre Superman 3 i Superman 4.
Després de l'èxit de les aventures de Superman al cinema, DC Comics i les produccions Salkind desitjaven explotar el filó amb el seu homòleg femení Supergirl, la cosina de Superman. Havent obtingut els drets de Superman per produir les tres primeres pel·lícules, Alexander Salkind i el seu fill, Ilya Salkind, havien obtingut igualment els drets sobre el seu alter-ego femení, la seva cosina Supergirl, amb l'objectiu d'explotar encara més àmpliament l'univers de l'heroi a la pantalla. La pel·lícula Supergirl és un spin-off de la sèrie de les pel·lícules Superman amb Christopher Reeve; Reeve fins i tot havia d'aparèixer breument en la pel·lícula per assegurar l'enllaç entre la sèrie principal i el spin-off. Superman devia acollir la seva cosina a la Terra però l'actor refusa el paper a l'últim moment.
La pel·lícula va ser dirigida pel director franco-americà Jeannot Szwarc. Tot i que estava prevista una continuació en cas d'èxit, les fluixes recaptacions consecutives de Superman 3 i Supergirl van conduir a l'abandó del projecte Supergirl 2.
Helen Slater interpreta el paper del títol en aquesta pel·lícula on obté el seu primer paper principal al cinema, mentre que Faye Dunaway fa de la malvada principal, la bruixa Selena; és qui ha rebut el més gran cachet per actuar en la pel·lícula,cosa que explica que el seu nom aparegui primer en els crèdits davant del de Helen Slater. El paper de Lucy Lane, la germana de Lois Lane, és interpretat per Maureen Teefy. Amb l'absència de Reeve, l'únic actor que assegura un enllaç amb la sèrie principal és Marc McClure. En detriment del fluix resultat de la pel·lícula al box-office, Helen Slater va ser nominada per un Saturn Award.
A part d'algunes al·lusions en el diàleg a l'enllaç de parentesc de Kara (Helen Slater) amb Kal El, només l'actor Marc McClure, que torna amb el paper del fotògraf Jimmy Olsen, assegura un enllaç directe amb la sèrie dels Superman.

## Al voltant de la pel·lícula
Poc de temps després de l'estrena de la pel·lícula, 
el 1985, el personatge de Supergirl mor en la saga Crisis on Infinite Earths.
El director Jeannot Szwarc més tard va dirigir episodis de la sèrie Smallville, narrant la joventut de Clark Kent, on apareix el personatge de Kara, interpretada per Laura Vandervoort. Helen Slater apareix en la temporada 7 de Smallville per interpretar el paper de Lara-El, la mare kryptoniana de Kal-El (Clark Kent/Superman).